# 石抹孛迭兒
石抹孛迭儿，蒙古帝国将领，契丹族，石抹氏。
随父亲石抹桃叶儿迁居霸州（今河北省霸州市），在金朝担任霸州平曲水寨管民官。蒙古木华黎率军至霸州，石抹孛迭儿归降，被任命为千户、汉军都统。1215年，成吉思汗授任他为左监军，与北京都元帅吾也而分领锦州红罗山、北京东路汉军二万。后跟随攻打山东、山西，平定益都、太原等地。1221年，为龙虎卫上将军、霸州等路元帅，镇守固安水寨。命士兵屯田，且耕且战。1231年，跟随窝阔台大汗征河南。1233年，跟随蒙古军主力攻打辽东的东夏国蒲鲜万奴。先后大小百战，所至有功。七十岁时，因病在官任上去世。其子石抹糺查剌、石抹查茶剌。